# Hafsanur Sancaktutan
Hafsanur Sancaktutan (* 20. März 2000 in Istanbul) ist eine türkische Schauspielerin.

## Biografie
Sancaktutans Familie kommt väterlicherseits aus Rize. Sie interessierte sich schon in jungen Jahren für die Schauspielerei und begann ihre Karriere im Theater. Für ihre Rollen in einer Reihe von Theaterstücke erhielt sie zahlreiche lokale Auszeichnungen. Ihr Debüt gab sie 2018 in der Fernsehserie Gülperi. 2019 wurde sie für eine Hauptrolle in der Serie Aşk Ağlatır gecastet. Anschließend bekam sie 2021 eine Rolle in Son Yaz, welche auf  FOX Türkiye ausgestrahlt wurde. Im Jahr 2022 spielte sie der in Serie Darmaduman mit, welche ebenfalls auf FOX Türkiye ausgestrahlt wurde.
Seit 2022 spielt sie in „Between the World and Us“mit.

## Filmografie
Serien
- 2018: Gülperi
- 2019: Aşk Ağlatır
- 2021: Son Yaz
- 2022: Darmaduman
- 2022: Between the World and Us

## Werbespots
- 2017: Cappy
- 2017: Türk Telekom
- 2018: Coca Cola
- 2021: Atasay Jewelry
- 2021: Bana Bak

## Auszeichnungen
- 2015: Rotary Kulübü Ödülleri in der Kategorie „Beste Schauspielerin“[3]
- 2015: 14.PAM Ödülleri in der Kategorie „Lobenswerte Schauspielerin“[3]
- 2015: İstek Okulları in der Kategorie „Beste Nebendarstellerin“[3]
- 2016: Terakki Vakfı Okulları in der Kategorie „Lobenswerte Schauspielerin“[3]
- 2021: 9.TV Yıldızları Ayaklı Gazete Ödülleri
- 2021: İTÜ İşletme Mühendisliği Kulübü